# Africallagma sinuatum
Africallagma sinuatum é uma espécie de libelinha da família Coenagrionidae.
Pode ser encontrada nos seguintes países: República Democrática do Congo, Etiópia, Malawi, África do Sul, Tanzânia, Zâmbia e Zimbabwe.
Os seus habitats naturais são: florestas subtropicais ou tropicais húmidas de baixa altitude, savanas áridas, savanas húmidas, matagal árido tropical ou subtropical, matagal húmido tropical ou subtropical, rios, rios intermitentes, áreas húmidas dominadas por vegetação arbustiva, pântanos, lagos de água doce, lagos intermitentes de água doce, marismas de água doce e marismas intermitentes de água doce.